# Hrádek (Manětín)
Hrádek (německy Ratka) je vesnice, část města Manětín v severní části okresu Plzeň-sever v Plzeňském kraji. Katastrální území Hrádek u Manětína měří 234,56 hektaru.

## Název
Německý název Ratka vznikl z genitivu českého názvu Hrádek. V historických pramenech se jméno objevuje ve tvarech: in Hradeck (1337), hradek (1558), Hradeckh (1642), Ratka nebo Hradek (1785) a Ratka nebo též Hradka a Hradek (1838).

## Historie
První písemná zmínka o Hrádku pochází z roku 1337, kdy vesnice patřila Oldřichu Pluhovi z Rabštejna, jehož syn ji roku 1351 daroval rabštejnskému faráři. V letech 1360–1509 Hrádek patřil k panství hradu Sychrov a od roku 1510 k rabštejnskému panství, jehož součástí zůstal až do zrušení patrimoniální správy.
Do roku 1784 Hrádek patřil k rabštejnské faře a potom byl převeden k manětínské farnosti. Do Manětína docházely také do farní a později německé obecné školy. Česká škola byla zřízena Ústřední maticí školskou 31. srpna 1935. Nejprve se v ní vyučovalo v domě čp. 1 a vlastní budovu škola získala v roce 1937. Menšinové české obyvatelstvo ve vsi od 15. října 1935 podporoval místní odbor Národní jednoty pošumavské.

## Přírodní poměry
Ves leží na ostrožně nad pravým břehem Hrádeckého potoka, tři kilometry severovýchodně od Manětína. Hrádek leží na západním okraji přírodního parku Horní Střela. Hrádek na severu sousedí se Stvolny, na severovýchodě s Kotanečí, na východě s Vysočany, na jihu s Brdem a na jihozápadě s Manětínem. Severně od Hrádku jsou na Hrádeckém potoce Malý a Velký Pardouskův rybník s bývalým mlýnem (Bartuschkamühle), západně od nich je u silnice II/205 ještě Pišenický rybník.

## Obyvatelstvo
Při sčítání lidu v roce 1921 zde žilo 89 obyvatel (z toho 44 mužů), z nichž bylo 21 Čechoslováků a 68 Němců. Všichni byli římskými katolíky. Podle sčítání lidu z roku 1930 měla vesnice 86 obyvatel: 21 Čechoslováků a 65 Němců. Kromě jednoho evangelíka a jednoho člověka bez vyznání se hlásili k římskokatolické církvi.
| Rok            | 1869 | 1880 | 1890 | 1900 | 1910 | 1921 | 1930 | 1950 | 1961 | 1970 | 1980 | 1991 | 2001 | 2011 | 2021 |
| -------------- | ---- | ---- | ---- | ---- | ---- | ---- | ---- | ---- | ---- | ---- | ---- | ---- | ---- | ---- | ---- |
| Počet obyvatel | 121  | 105  | 97   | 99   | 88   | 89   | 86   | 59   | 51   | 43   | 38   | 30   | 27   | 21   | 16   |
| Počet domů     | 20   | 20   | 20   | 20   | 19   | 19   | 19   | 15   | 15   | 9    | 8    | 13   | 15   | 18   | 19   |

## Obecní správa
Při vzniku obcí se v roce 1850 Hrádek stal osadou obce Vysočany. Od roku 1901 byl samostatnou obcí v soudním okrese Manětín a politickém okrese Kralovice (s výjimkou let 1855–1868, kdy patřil ke smíšenému politicko-soudnímu okresu Manětín). Po přijetí Mnichovské dohody byla vesnice připojena k Říšské župě Sudety. Obecní úřad ukončil činnost nejspíš v květnu 1945, kdy jej nahradila místní správní komise.
Od roku 1960 je částí města Manětín v okrese Plzeň-sever.
Dne 13. ledna 1919 byl starostou obce zvolen Leopold Wittmann, který svou funkci obhájil i ve volbách 25. září 1923.

## Pamětihodnosti

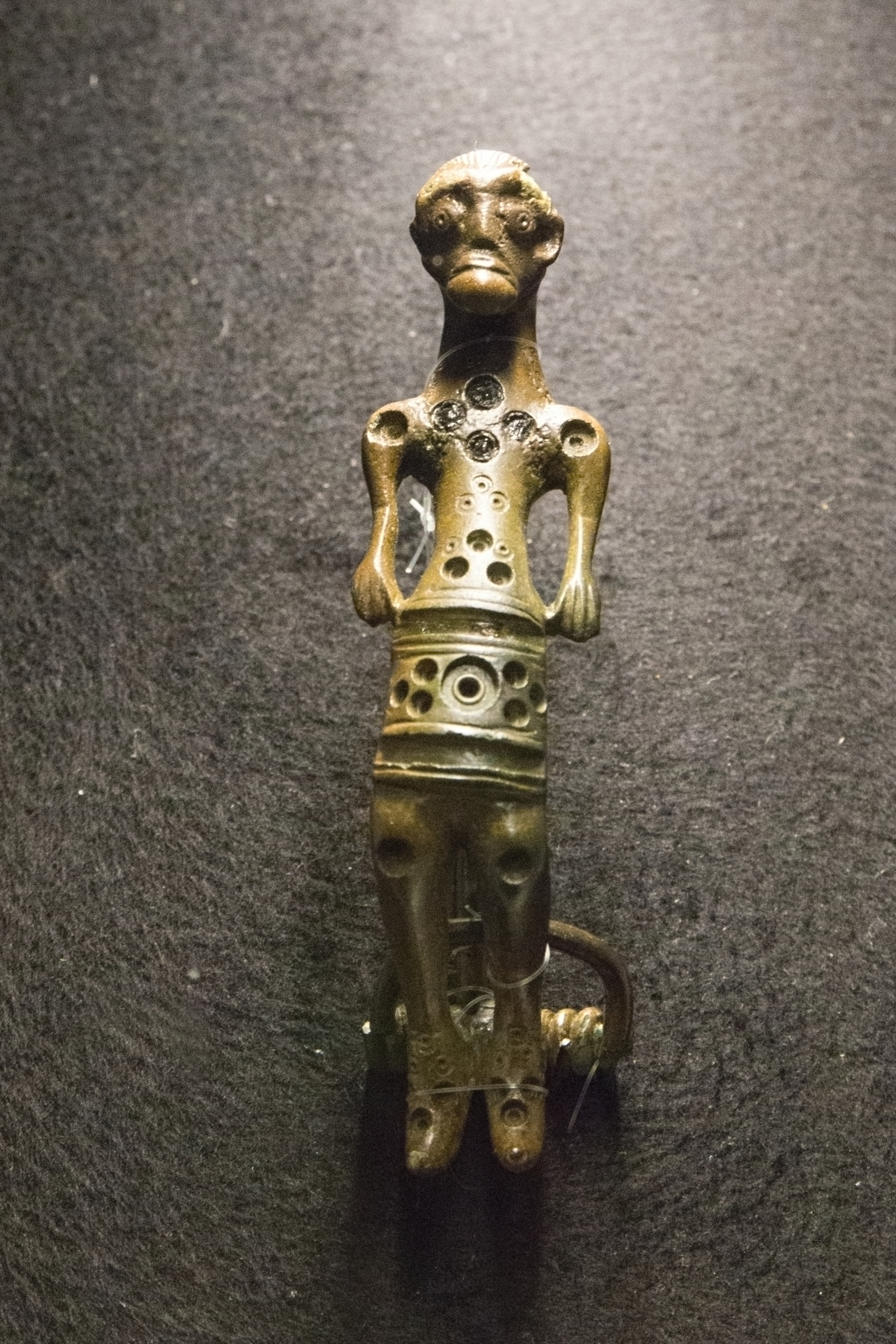
Bronzová časně laténská spona z pravěkého pohřebiště

- Výšinné opevněné sídliště s terénními relikty středověkého hradu Brdo
- Pohřebiště ze střední doby halštatské[11] až časného období laténské kultury) v oblasti pole Na Hrobcích, které se nachází západně od vesnice, bylo objeveno náhodně traktoristou roku 1964 a v letech 1965–1982 zkoumáno Evou Soudskou. Prozkoumáno bylo 221 hrobů a 21 s nimi souvisejících objektů na západním a severním okraji pohřebiště, jehož velká část byla zničena hlubokou orbou.[12] Nejvýznamnějším nálezem je bronzová maskovitá spona ve tvaru mužské figurky, která je součástí sbírky Národního muzea.[13] Část výbavy hrobů tvoří jednoduché zlaté kroužky a jiné drobné předměty, které jsou pravděpodobně místního původu a materiál na jejich výrobu byl získáván těžbou zlata v okolí Manětína.[14]